# Trypeta bomiensis
Trypeta bomiensis är en tvåvingeart som beskrevs av Wang 1996. Trypeta bomiensis ingår i släktet Trypeta och familjen borrflugor. Inga underarter finns listade i Catalogue of Life.